# 1295
Évszázadok: 12. század – 13. század – 14. század
Évtizedek: 1240-es évek – 1250-es évek – 1260-as évek – 1270-es évek – 1280-as évek – 1290-es évek – 1300-as évek – 1310-es évek – 1320-as évek – 1330-as évek – 1340-es évek
Évek: 1290 – 1291 – 1292 – 1293 –  1294 – 1295 – 1296 – 1297 – 1298 – 1299 – 1300

## Események
- április 25. – IV. Ferdinánd kasztíliai király trónra lépése (1312-ig uralkodik).
- május 21. – IX. Mikhaél bizánci császár társcsászárrá koronázása (1320-ban még apja életében meghal).
- A IV. Fülöp francia király és VIII. Bonifác pápa közötti konfliktus kezdete.
- III. Indravarman követi VIII. Dzsajavarmant a Khmer Birodalom trónján (1308-ig uralkodik).
- Marco Polo kínai útját befejezve visszatér Itáliába.
- Anjou Martell Károly halála után magyar trónigénye fiára a kiskorú Károly Róbertre száll.
- I. Eduárd angol király megbízásából elkezdik a beaumarisi vár építését.

## Születések
- Szent Rókus francia hitvalló

## Halálozások
- április 25. – IV. Sancho kasztíliai király (* 1258).
- Anjou Martell Károly, Árpád-házi Mária nápolyi királyné fia.
- október vége – II. Menyhért, Karintia hercege, Görz és Tirol grófja, Bajor Erzsébet német királyné 2. férje.